# غريغ سميث (سياسي)
غريغ سميث (بالإنجليزية: Greg Smith)‏ هو سياسي أمريكي، ولد في 8 أكتوبر 1959 في إمبوريا في الولايات المتحدة. حزبياً، نشط في الحزب الجمهوري. وقد انتخب عضو مجلس ولاية كانساس (2013 – ) وانتخب عضو مجلس نواب كنساس (2011 – 2013).